# 让-雅克·维尔马尔
让-雅克·马德莱纳·维尔马尔（法語：Jean-Jacques Madeleine Willmar，法語發音：[ʒɑ̃ʒak madlɛn wilmaʁ]；1792年3月6日—1866年11月20日）卢森堡政治家和法学家，他是第二任卢森堡首相，任职五年，从1848年12月6日至1853年9月23日。
| 前任： 加斯帕尔-泰奥多尔-伊尼亚斯·德·拉方丹 | 卢森堡首相 1848年-1853年 | 繼任： 夏尔-马蒂亚斯·西蒙斯        |
| 前任： 加斯帕尔-泰奥多尔-伊尼亚斯·德·拉方丹 | 外交总干事 1848年-1853年 | 繼任： 夏尔-马蒂亚斯·西蒙斯        |
| 前任： 加斯帕尔-泰奥多尔-伊尼亚斯·德·拉方丹 | 司法总干事 1848年-1853年 | 繼任： 弗朗索瓦-格扎维埃·维特-帕凯 |